# Costa Rica en la Copa Mundial de Fútbol Sub-20 de 2011
La selección de Costa Rica fue uno de los 24 equipos participantes en la Copa Mundial de Fútbol Sub-20 de 2011, torneo que se llevó a cabo entre el 29 de julio y el 20 de agosto de 2011 en Colombia.
En el sorteo realizado el 27 de abril en Cartagena de Indias la Selección de Costa Rica quedó emparejada en el Grupo C junto con España, con quien debutó Ecuador y Australia.

## Jugadores
| Número | Nombre               | Posición      | Club                   |
| ------ | -------------------- | ------------- | ---------------------- |
| 1      | Mauricio Vargas      | Portero       | Albacete               |
| 2      | Jordan Smith         | Defensa       | Le Havre AC            |
| 3      | Keyner Brown         | Defensa       | Orión F.C.             |
| 4      | Ariel Contreras      | Defensa       | Deportivo Saprissa     |
| 5      | Rafael Felipe Chávez | Mediocampista | Deportivo Saprissa     |
| 6      | John Jairo Ruíz      | Delantero     | Deportivo Saprissa     |
| 7      | Mynor Escoe          | Delantero     | FC Lorient             |
| 8      | Juan Bustos Golobio  | Mediocampista | Deportivo Saprissa     |
| 9      | Joshua Díaz          | Delantero     | Puntarenas F.C.        |
| 10     | Joel Campbell        | Delantero     | Deportivo Saprissa     |
| 11     | Bryan Vega           | Delantero     | Orión F.C.             |
| 12     | Diego Calvo          | Mediocampista | Alajuelense            |
| 13     | Kevin Briceño        | Portero       | Orión F.C.             |
| 14     | Danny Blanco         | Delantero     | Alajuelense            |
| 15     | Joseph Mora          | Defensa       | Alajuelense            |
| 16     | Ariel Soto           | Defensa       | Orión F.C.             |
| 17     | Yeltsin Tejeda       | Mediocampista | Deportivo Saprissa     |
| 18     | Aarón Cruz           | Portero       | San Carlos             |
| 19     | Deyver Vega          | Mediocampista | Deportivo Saprissa     |
| 20     | Francisco Calvo      | Defensa       | San Jacinto University |
| 21     | Pablo Martínez       | Mediocampista | Alajuelense            |

| DT: Ronald González |
|                     |

### Fase de grupos

#### Tabla de posiciones
| Equipo     | Pts | PJ | PG | PE | PP | GF | GC | Dif |
| ---------- | --- | -- | -- | -- | -- | -- | -- | --- |
| España     | 9   | 3  | 3  | 0  | 0  | 11 | 2  | 9   |
| Ecuador    | 4   | 3  | 1  | 1  | 1  | 4  | 3  | 1   |
| Costa Rica | 3   | 3  | 1  | 0  | 2  | 4  | 9  | -5  |
| Australia  | 1   | 3  | 0  | 1  | 2  | 4  | 9  | -5  |

## Partidos
| 31 de julio de 2011, 15:00 | Costa Rica | 1:4 (0:1) | España                                         | Estadio Palogrande, Manizales                                       |                                                                     |
|                            | Ruíz 65'   | Reporte   | Rodrigo 14' 48' · Koke 81' · Isco 90+4' (pen.) | Asistencia: 14.434 espectadores Árbitro(s): Darío Ubriaco (Uruguay) | Asistencia: 14.434 espectadores Árbitro(s): Darío Ubriaco (Uruguay) |

| 3 de agosto de 2011, 20:00 | Australia                  | 2:3 (1:2) | Costa Rica                  | Estadio Palogrande, Manizales                                              |                                                                            |
|                            | Oar 26' · Calvo 64' (a.g.) | Reporte   | Campbell 22' 27' · Ruíz 72' | Asistencia: 10.132 espectadores Árbitro(s): Robert Schörgenhofer (Austria) | Asistencia: 10.132 espectadores Árbitro(s): Robert Schörgenhofer (Austria) |

| 6 de agosto de 2011, 17:00 | Ecuador                       | 3:0 (2:0) | Costa Rica | Estadio Hernán Ramírez Villegas, Pereira |                                    |
|                            | Montaño 2' · de Jesús 13' 69' | Reporte   |            | Árbitro(s): Cüneyt Çakir (Turquía)       | Árbitro(s): Cüneyt Çakir (Turquía) |

### Octavos de final
| 9 de agosto de 2011, 20:00 | Colombia                                         | 3:2 (0:0) | Costa Rica           | Estadio Nemesio Camacho El Campín, Bogotá                                 |                                                                           |
|                            | Muriel 56' · Franco 79' · Rodríguez 90+3' (pen.) | Reporte   | Ruíz 63' · Escoe 65' | Asistencia: 36.016 espectadores Árbitro(s): Mark Clattenburg (Inglaterra) | Asistencia: 36.016 espectadores Árbitro(s): Mark Clattenburg (Inglaterra) |